# Zejnalu
Zejnalu (pers. زينالو) – wieś w Iranie, w ostanie Azerbejdżan Zachodni, w szahrestanie Szahin Deż. W 2006 roku liczyła 142 mieszkańców.